# Ottilie Schoenewald
Ottilie Schoenewald (geboren 21. Dezember 1883 in Bochum als Ottilie Mendel; gestorben 18. Mai 1961 in Chicago) war eine deutsche Politikerin und Frauenrechtlerin.

## Leben und Wirken

### Leben in Deutschland
Ottilie Mendel wurde am 21. Dezember 1883 als siebtes Kind von Isidor und Sofie Mendel in Bochum geboren. Sie führte das Leben eines jüdischen Mädchens aus dem oberen Mittelstand. Dazu gehörte, dass sie eine Höhere Töchterschule besuchte. Schon als junges Mädchen nahm sie an der Seite ihrer Mutter an der örtlichen Wohltätigkeitsarbeit teil.
Im Jahre 1905, im Alter von 22 Jahren, heiratete sie den Rechtsanwalt und Notar Siegmund Schoenewald. In dieser Zeit begann sie, sich noch stärker in der sozialen Arbeit zu engagieren. Sie wurde Mitglied im Bund deutscher Frauenvereine. Zur gleichen Zeit trat sie dem örtlichen jüdischen Frauenverein bei, der allerdings ohne großen Einfluss war. Des Weiteren war sie in zahlreichen anderen Ausschüssen und Einrichtungen aktiv und hatte zahlreiche Posten inne. Sie war unter anderem Delegierte, Mitarbeiterin und Schriftführerin im sogenannten Schiedsgericht, das bei Streitigkeiten zwischen Hausangestellten und ihren Arbeitgebern vermittelte.
Während des Ersten Weltkrieges war Ottilie Schoenewald Schriftführerin des Hausfrauenausschusses, der die Aufgabe hatte, die Arbeit aller Frauengruppen in Bochum zu koordinieren, damit sie den allgemeinen Kriegsanstrengungen zugutekam. Nach dem Krieg war sie Vorsitzende des Nationalen Frauendienstes.
Ihre Arbeit blieb nicht unbemerkt. Politische Parteien suchten zu dieser Zeit nach einem weiblichen Aushängeschild. Sie nahm das Angebot der Deutschen Demokratischen Partei (DDP) an und wurde für diese Partei 1919 in das Bochumer Stadtparlament als eine von acht Frauen (von 66 gewählten Stadtverordneten) gewählt. Im selben Jahr adoptierten die Schoenewalds eine Tochter, die am 9. August 1918 geborene Doris.
1926 gewann die NSDAP im Bochumer Stadtparlament an Einfluss. Dies führte dazu, dass Ottilie Schoenewald ihr politisches Engagement auf kommunaler Ebene beendete. Die Parteivertretung der Demokraten hatten sie darin bestärkt aufzuhören, um nicht den „persönlichen Anpöbelungen“ der Nazis ausgesetzt zu sein. Sie wurde jetzt in den örtlichen Parteivorstand kooptiert und arbeitete eine Zeit lang im Reichsparteiausschuss der Deutschen Demokratischen Partei in Berlin. Dort hielt sie häufig Vorträge über Themen, die Frauen und Politik betrafen.
1929 wurde Ottilie Schoenewald in den Vorstand des Jüdischen Frauenbundes in Berlin gewählt. Sie leitete den Ausschuss für Frauenrechte. 1934 wurde sie einstimmig zur Vorsitzenden der Organisation gewählt. Wenn ihre feministischen Interessen auch zu keiner Zeit nachließen, musste sie sich in den Jahren des Naziterrors doch fast ausschließlich der Sozialarbeit widmen. Ihre letzte Amtshandlung als Vorsitzende des Jüdischen Frauenbundes bestand darin, die Organisation auf Befehl der Nationalsozialisten 1938 aufzulösen.

### Leben im Ausland
1938 markiert auch einen Wendepunkt im privaten Leben der Ottilie Schoenewald. Bis zu diesem Jahr hatte sie, trotz aller Veränderungen nach 1933, nie ernsthaft daran gedacht, Deutschland zu verlassen. Das sollte sich, wie bei vielen anderen deutschen Juden, jetzt aber ändern. Ende Oktober 1938 kam es zu ersten Vertreibungen von Juden auch in Bochum. Schoenewald verfasste darüber einen Bericht. Schließlich wurde während der Reichspogromnacht Siegmund Schoenewald verhaftet und das Haus der Familie verwüstet. Nun gab es zur Flucht aus Deutschland keine Alternative mehr. Siegmund Schoenewald kam im Dezember als völlig gebrochener Mann aus Sachsenhausen zurück. Im Januar 1939 verließ er Bochum und ging in die Niederlande. Seine Frau folgte ihm im März 1939. Auch dort engagierte sie sich für soziale Zwecke.
Im August 1939 emigrierte das Ehepaar Schoenewald nach England. In London war Ottilie Schoenewald im Vorstand der Association of Jewish Refugees tätig. Sie gründete eine Ortsgruppe in Cambridge und war zeitweilig die Vorsitzende dieser Gruppe. Dort absolvierte sie auch ihr Examen in Englisch und Literatur an der Universität in Cambridge, belegte einen Buchhalterkurs und arbeitete dann als Sozialarbeiterin im Cambridge Club of Refugees. Siegmund Schoenewald verstarb am 29. August 1943.
Ottilie Schoenewald emigrierte 1946 zur Tochter in den USA. Auch dort war Ottilie Schoenewald in jüdischen Organisationen sehr aktiv. Daneben absolvierte sie einige Semester an der Henry George School of Social Science. Von den USA aus betrieb Ottilie Schoenewald ihr Wiedergutmachungsverfahren mit aller Vehemenz. Die Verfahren waren bei ihrem Tod 1961 noch nicht abgeschlossen.
1958 wurde Ottilie Schoenewald vom Leo Baeck Institut New York beauftragt, die Geschichte des Jüdischen Frauenbundes in Deutschland zu schreiben. Sie konnte dieses Projekt nicht mehr verwirklichen, sie starb 1961 im Alter von 77 Jahren in Chicago.

## Namensgebungen
In Bochum gibt es derzeit zwei Namensgebungen:
- die Ottilie-Schoenewald Straße im Stadtteil Wiemelhausen
- das Ottilie-Schoenewald-Weiterbildungskolleg, ein Weiterbildungskolleg in der Stadtmitte von Bochum

## Schriften
- Die Gemeinde und die Frauen. Blätter des Jüdischen Frauenbundes, Oktober 1937
- Lebenserinnerungen, Ms. 1961. Auszug in: Monika Richarz (Hrsg.): Jüdisches Leben in Deutschland.  Band 3: Selbstzeugnisse zur Sozialgeschichte 1918–1945. Stuttgart : DVA, 1979, S. 212–216